# Библиотека на Софийската митрополия
Библиотеката на Софийската митрополияе била голяма самостоятелна 4 етажна сграда в построения от 1928 до 1934 г. комплекс на Софийската митрополия на Българската православна църква и резиденция на българския патриарх по проекти на архитектите Пантелей Цветков (сграда на Митрополията 1928 – 1932), Мара Захариева и Стоян Босолов (т.н. Доходно здание 1932 – 1934). Сградата е построена в 1932 – 1933 г. обособена в югоизточния ъгъл на двора на митрополията на уличното кръстовище с фасади на ул. „Позитано“ и ул. „Цар Калоян“. В нея се помещавали богатата библиотека на Софийската Митрополия, свещоливница, архив, канцеларии и хранилища. В сградата е имало голям салон, където са се провеждали важните църковни събития.
Унищожена е заедно с всички книги и стари документи в нея от англо-американската бомбардировка с фугасни и запалителни бомби на 10 януари 1944 г.  Тогава е срината и съседната средновековна българска църква „Св. Николай“.
Днес библиотечният фонд и архива на Митрополията се съхраняват на други места, а мястото на погиналата сграда е оставено празно.